# Bộ Phát triển Sắc tộc Việt Nam Cộng hòa
Bộ Phát triển Sắc tộc Việt Nam Cộng hòa (tiếng Anh: Ministry of Ethnic Development of the Republic of Vietnam) là cơ quan phụ trách công tác dân tộc thiểu số và thi hành các chính sách hỗ trợ người Thượng của Việt Nam Cộng hòa.:40

## Lịch sử
Tiền thân là Nha Công tác Xã hội miền Thượng được Tổng thống Ngô Đình Diệm thành lập ở khu vực Tây Nguyên theo Nghị định 302 - NV ngày 3 tháng 7 năm 1957. Về sau phạm vi hoạt động mở rộng ra các tỉnh Bình Long, Phước Tuy, Bình Tuy và Bà Rịa - Long Khánh theo Nghị định 1070 TTP/VP ngày 3 tháng 10 năm 1957. Theo hai Nghị định trên thì Nha này trực thuộc Phủ Tổng thống và trụ sở của Nha đặt tại Đà Lạt từ ngày ngày 3 tháng 10 năm 1957 đến ngày 25 tháng 2 năm 1958 thì chuyển về Huế. Mục đích của nó nhằm xoa dịu sự bất bình và phong trào đấu tranh của đồng bào các sắc tộc người Thượng theo phương châm "Vì Thượng, bởi Thượng" thế nhưng hoạt động lại không hiệu quả, dẫn đến mầm mống chống đối chính quyền ngày càng gia tăng cho đến ngày chấm dứt nền Đệ Nhất Cộng hòa. Sau đảo chính ngày 1 tháng 11 năm 1963, Chính phủ Nguyễn Ngọc Thơ lại đặt Nha Công tác Xã hội miền Thượng trực thuộc Phủ Thủ tướng. Nhưng hai ngày sau đó, Hội đồng Nội các họp quyết định đặt cơ quan này dưới sự quản lý của Tổng nha Xã hội, Bộ Phủ Thủ tướng bèn ban hành công văn số 17-BPTT/VP ngày 13 tháng 11 năm 1963 ủy cho Tổng nha Xã hội soạn thảo nghị định tổ chức và điều hành Nha Công tác Xã hội miền Thượng.
Sau cuộc chỉnh lý ngày 30 tháng 1 năm 1964, Tổng nha Xã hội nâng lên thành Bộ Xã hội thì Nha Công tác Xã hội miền Thượng trực thuộc Bộ này, được Thủ tướng xác nhận bằng công văn số 469-BPTT/VP ngày 22 tháng 2 năm 1964. Ngày 5 tháng 5 năm 1964, Thủ tướng Chính phủ Việt Nam Cộng hòa ký Nghị định số 911/QĐ cải biến Nha Công tác Xã hội miền Thượng thành Nha Đặc trách Thượng vụ đặt thuộc Bộ Quốc phòng, đồng thời dời trụ sở của Nha này từ Huế vào Sài Gòn. Ngày 7 tháng 10 năm 1964, Thủ tướng Nguyễn Khánh đã ban hành Nghị định 1935-TTP/VP về việc đưa Nha Đặc trách Thượng vụ trực thuộc trở lại Phủ Thủ tướng. Dưới thời Chính phủ Phan Huy Quát, Nha Đặc trách Thượng vụ được cải biến thành Thượng Vụ cuộc, nhưng vì những biến chuyển đột ngột trong tình hình chính trị lúc bấy giờ nên sắc lệnh này chưa được thực hiện. Mãi tới ngày 9 tháng 3 năm 1966, Chính phủ Nguyễn Cao Kỳ mới ban hành Sắc lệnh số 121-SL/HP/VP thiết lập Phủ Đặc ủy Thượng vụ thay thế Thượng Vụ cuộc.
Để thực thi chính sách được ghi trong Hiến pháp ngày 1 tháng 4 năm 1967 và Sắc luật 033/67, Chính phủ Việt Nam Cộng hòa đã quyết định thành lập Bộ Phát triển Sắc tộc đặc trách các vấn đề liên quan đến đồng bào các sắc tộc được nâng lên từ Phủ Đặc ủy Thượng vụ vào ngày 9 tháng 12 năm 1967 và cử ông Paul Nưr giữ chức vụ Tổng trưởng Phát triển Sắc tộc đầu tiên đến ngày 16 tháng 6 năm 1971.:75 Sau đó là ông Nay Luett kế nhiệm Paul Nưr lên làm Tổng trưởng Phát triển Sắc tộc tiếp theo.:536 Ngày 30 tháng 4 năm 1975, Tổng thống Dương Văn Minh tuyên bố đầu hàng, chính quyền các cấp Việt Nam Cộng hòa bị giải thể. Chính phủ Cách mạng lâm thời Cộng hòa miền Nam Việt Nam đã chính thức bãi bỏ Bộ Phát triển Sắc tộc,:358 riêng cựu Tổng trưởng Phát triển Sắc tộc và các lãnh đạo người Thượng khác ở miền Nam Việt Nam thì bị chế độ mới bắt giữ sau khi trở về quê hương và phải chịu cảnh giam cầm trong những điều kiện khắc nghiệt.:358

## Danh sách Tổng trưởng

### Tổng trưởng Bộ Phát triển Sắc tộc (1967–1975)
Bộ Phát triển Sắc tộc đã trải qua hai nhiệm kỳ Tổng trưởng kể từ khi thành lập cho đến khi giải thể, đó là Paul Nưr người Ba Na và Nay Luett người Gia Rai, cả hai đều bị chế độ mới bắt giữ sau biến cố 30 tháng 4 năm 1975 và bị tống giam vào các trại cải tạo.
| TT | Hình ảnh | Tên gọi (Sinh–Mất)    | Nhậm chức           | Rời chức            | Ghi chú                |
| -- | -------- | --------------------- | ------------------- | ------------------- | ---------------------- |
| 1  |          | Paul Nưr (1925–?)     | 9 tháng 12 năm 1967 | 16 tháng 6 năm 1971 | Tổng trưởng đầu tiên.  |
| 2  |          | Nay Luett (1935–1983) | 16 tháng 6 năm 1971 | 30 tháng 4 năm 1975 | Tổng trưởng cuối cùng. |

## Nhiệm vụ và quyền hạn
Thủ tướng Chính phủ Việt Nam Cộng hòa ban hành Sắc lệnh số 197-SL/PTST ngày 22 tháng 12 năm 1969 đã quy định trách nhiệm, quyền hạn của chức Chưởng của Tổng trưởng Phát triển Sắc tộc bao gồm những điều thể hiện trong các lĩnh vực sau:
- Về mặt chính trị và hành chính:

1. Tổng trưởng Phát triển Sắc tộc chịu trách nhiệm thi hành các chính sách của Chính phủ đối với các sắc tộc.
2. Thiết lập kế hoạch thích nghi với hoàn cảnh địa phương của từng sắc dân nhằm cải tiến dân sinh, nâng cao tâm trí cho các sắc tộc.
3. Thực hiện các chương trình dành riêng cho các sắc tộc với sự góp ý và góp phương tiện của các Bộ, cơ quan chuyên môn.
4. Tham gia ý kiến trong việc soạn thảo các kế hoạch chương trình của các Bộ liên quan đến các sắc tộc.
5. Đề nghị hoặc tham gia ý kiến vào việc lựa chọn và bổ nhiệm các nhân sĩ, viên chức gốc sắc tộc vào chức vụ chỉ huy hành chính địa phương theo các thể lệ hiện hành.

- Về các mặt kinh tế, xã hội:

1. Phối hợp với các Bộ liên hệ để thực hiện các kế hoạch khuếch trương kinh tế, mở mang công nghệ, tổ chức chăn nuôi gia súc, nông súc tại các vùng có các sắc tộc cư ngụ.
2. Thiết lập và thực hiện chương trình xã hội và cứu trợ đồng bào các sắc tộc.
3. Phối hợp với các Bộ chuyên môn liên quan đến vấn đề: cứu trợ đồng bào các sắc tộc lánh nạn cứu tế bần nhân và trợ giúp các cơ sở xã hội của các sắc tộc.

- Về an ninh:

1. Tham gia ý kiến vào việc thiết lập kế hoạch duy trì trật tự, củng cố an ninh tại các miền có sắc tộc cư ngụ.
2. Tham gia ý kiến vào việc tổ chức đồn trú và sử dụng các đơn vị địa phương quân sắc tộc.
3. Tổ chức quản trị và điều động cán bộ sơn thôn hoạt động tại các buôn, ấp.

- Về mặt văn hóa:

1. Thể hiện sự tôn trọng phong tục, tập quán và quyền sở hữu đất đai của các sắc tộc trong phạm vi luật pháp quốc gia.
2. Sưu tầm tài liệu lịch sử về nền văn minh các sắc tộc.
3. Góp ý kiến và phụ giúp Viện Khảo cổ trong việc thiết lập Bảo tàng Nhân chủng nghiên cứu về nền văn minh của các sắc tộc Việt Nam.

## Cơ cấu tổ chức

### Giai đoạn 1967–1969

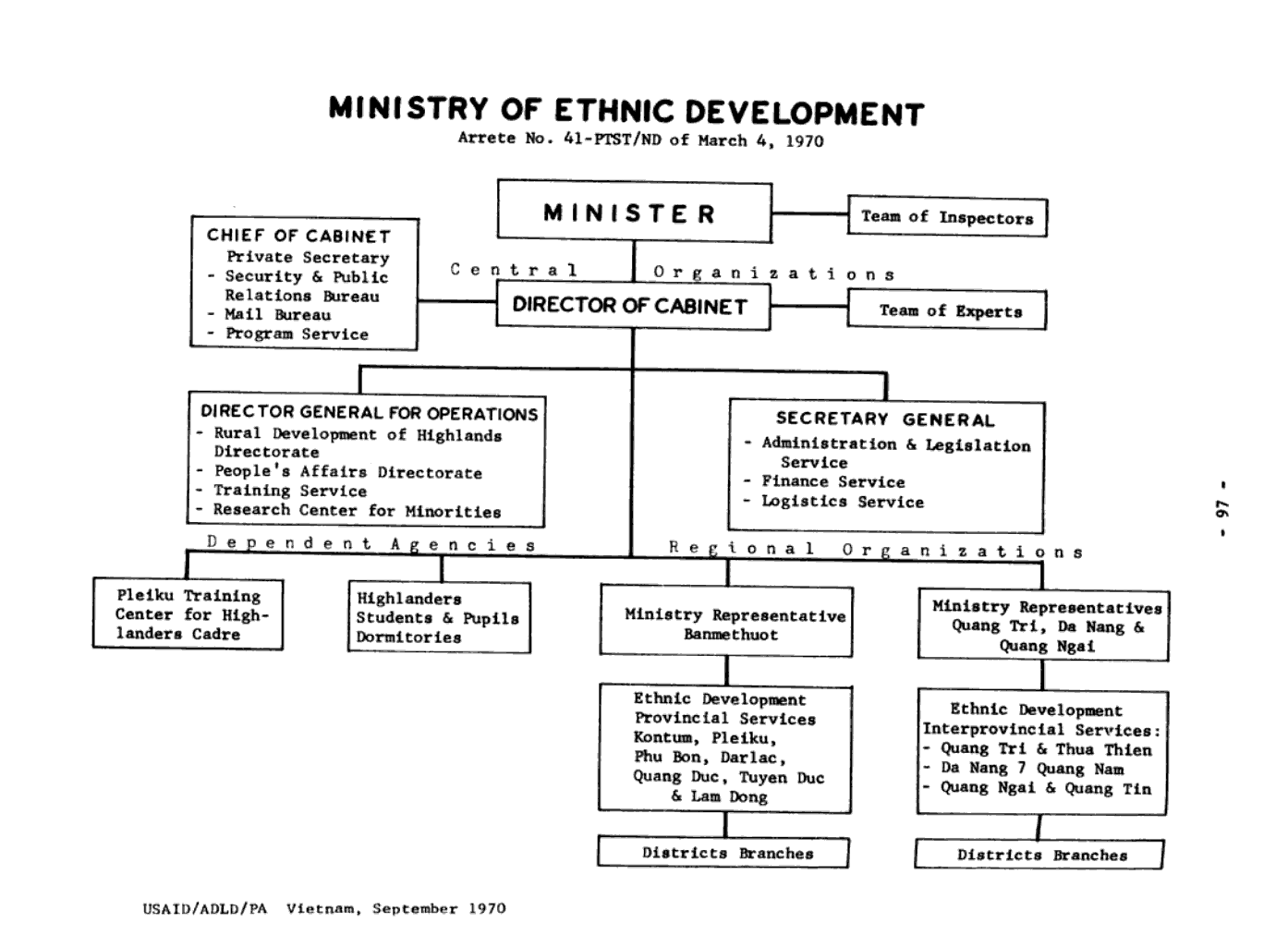
Sơ đồ tổ chức của Bộ Phát triển Sắc tộc.

Theo Sắc lệnh số 36-SL/PTST 1967 của Chính phủ Việt Nam Cộng hòa quy định cơ cấu tổ chức cơ quan trung ương và cơ quan địa phương của Bộ Phát triển Sắc tộc như sau.

#### Cơ quan trung ương
- Tổng trưởng Phát triển Sắc tộc (3 phụ tá đặc trách Sắc tộc Miền Nam, Dân Chàm, Các sắc tộc Miền Bắc di cư và 4 chuyên viên)
- Nha Đổng lý Văn phòng (1 văn phòng điều khiển, 1 chánh văn phòng, 3 công cán ủy viên, 2 tham chánh và 1 bí thư giúp việc)
  - Văn phòng Chính danh
    - Phòng An ninh giai tế
    - Phòng Bí thư
    - Phòng Công văn
    - Sở Chương trình
    - Sở Tuyên huấn
    - Trung tâm Nghiên cứu Sắc tộc
- Nha Tổng thư ký (1 tổng thư ký và 1 phó tổng thư ký)
  - Nha Dân sinh
  - Nha Xây dựng nông thôn
  - Sở Hành chính
  - Sở Tài chính
  - Sở Tiếp vận
- Đoàn Thanh tra

#### Cơ quan địa phương
- Nha Phát triển Sắc tộc
  - Nha Phát triển Sắc tộc chiến thuật vùng 1
  - Nha Phát triển Sắc tộc chiến thuật vùng 2
  - Nha Phát triển Sắc tộc chiến thuật vùng 3
- Ty Phát triển Sắc tộc (đặt tại tỉnh và thị xã)
- Chi Phát triển Sắc tộc (đặt tại quận)
- Cơ quan ngoại thuộc
  - Trung tâm Huấn luyện Cán bộ Thượng Pleiku
  - Ký túc xá học sinh, sinh viên các dân tộc thiểu số

### Giai đoạn 1969–1973
Theo Sắc lệnh số 197-SL/PTST 1969 của Chính phủ Việt Nam Cộng hòa quy định cơ cấu tổ chức cơ quan trung ương và cơ quan địa phương của Bộ Phát triển Sắc tộc như sau.

#### Cơ quan trung ương
- Nha Đổng lý Văn phòng (1 đổng lý văn phòng điều khiển)
  - Văn phòng Chính danh (1 chánh văn phòng, 4 công cán ủy viên, 2 tham chánh, 1 bí thư và 4 chuyên viên)
    - Phòng An ninh, giao tế
    - Phòng Công văn
    - Sở Công trình
- Nha Tổng thư ký (1 tổng thư ký điều khiển)
  - Sở Hành chính pháp chế
  - Sở Tài chính
  - Sở Tiếp vận
- Nha Tổng Giám đốc công tác (1 tổng giám đốc điều khiển và 1 phụ tá)
  - Nha Dân sinh
  - Nha Xây dựng nông thôn
  - Sở Tuyên huấn
  - Trung tâm Khảo cứu các Sắc tộc
  - Phòng Văn thư

#### Cơ quan địa phương
- Văn phòng đại diện Bộ Phát triển Sắc tộc (đặt tại cao nguyên)
- Ty Phát triển Sắc tộc (1 trưởng ty và 1 phó trưởng ty, đặt tại tỉnh và thị xã có nhiều đồng bào sắc tộc)
- Ty Phát triển Sắc tộc liên tỉnh (đặt tại tỉnh và thị xã có ít đồng bào sắc tộc)
- Chi Phát triển Sắc tộc (1 trưởng chi điều khiển, đặt tại quận có nhiều đồng bào sắc tộc)
- Cơ quan trực thuộc
  - Trung tâm Huấn luyện Pleiku
  - Ký túc xá học sinh sắc tộc

### Giai đoạn 1973–1975
Theo Sắc lệnh 022-SL/PTST 1973 của Chính phủ Việt Nam Cộng hòa quy định cơ cấu tổ chức cơ quan trung ương và cơ quan địa phương của Bộ Phát triển Sắc tộc như sau.

#### Cơ quan trung ương
- Nha Đổng lý Văn phòng (1 đổng lý văn phòng điều khiển)
  - Văn phòng Chính danh (1 chánh văn phòng, 4 công cán ủy viên, 2 tham chánh và 1 bí thư)
    - Phòng Nghi lễ và giao tế
    - Phòng An ninh hành chính
    - Phòng Công văn
    - Sở Kế hoạch
    - Sở Tự túc phát triển xã
    - Sở Tuyên vận
- Nha Tổng thư ký (1 tổng thư ký điều khiển)
  - Sở Hành chính pháp chế
  - Sở Tài chính
  - Sở Huấn luyện và tư nghiệp
  - Sở Tiếp vận
- Nha Tổng Giám đốc công tác (1 tổng giám đốc điều khiển và 1 phó giám đốc giúp việc)
  - Nha Phát triển sơn thôn
  - Nha Công tác văn hóa xã hội
  - Sở Công tác Kiến điền và định hồi cư
  - Phòng Văn thư
- Thanh Tra đoàn và Ban Chuyên viên

#### Cơ quan địa phương
- Văn phòng đại diện Bộ Phát triển Sắc tộc (đặt tại cao nguyên)
- Ty Phát triển Sắc tộc (1 trưởng ty và 1 phó ty, đặt tại tỉnh và thị xã có đông đồng bào sắc tộc)
- Phòng Phát triển Sắc tộc (đặt tại tỉnh và thị xã có ít đồng bào sắc tộc)
- Chi Phát triển Sắc tộc (đặt tại quận có nhiều đồng bào sắc tộc)
- Cơ quan trực thuộc
  - Trung tâm Huấn luyện Quốc gia Pleiku
  - Trung tâm Khảo cứu các Sắc tộc
  - Ký túc xá học sinh sắc tộc